# Leksikografski zavod Miroslav Krleža
Leksikografski zavod Miroslav Krleža (od 1950. do 1962. Leksikografski zavod FNRJ, a od 1962. do 1991. Jugoslavenski leksikografski zavod) u Zagrebu središnja je i jedina nacionalna leksikografska ustanova koja se sustavno bavi leksikografijom. Izdanja Zavoda sadrže tradiciju i teže razumijevanju hrvatske jezične, kulturne i društvene zajednice u univerzalnome iskustvu i znanju. Tijekom svoga sedamdesetogodišnjega djelovanja Leksikografski zavod je izdao više od 250 različitih enciklopedija, rječnika, leksikona i drugih izdanja. Temeljna su izdanja Leksikografskoga zavoda višesveščana Hrvatska enciklopedija i Hrvatski biografski leksikon. 

## Povijest
Leksikografski zavod FNRJ osnovan je 1950. na poticaj Miroslava Krleže, koji je kao ravnatelj Zavoda oko sebe okupio najbolje stručnjake koji su prethodno bili okupljeni oko izradbe prve opće Hrvatske enciklopedije Mate Ujevića. Od 1983. Zavod djeluje pod imenom svog utemeljitelja Miroslava Krleže. Godine 2003. Hrvatski sabor donosi Zakon o Leksikografskom zavodu kojim je Zavod definiran kao „javna ustanova od osobitog interesa”. Iste godine u studenom Ravnateljstvo Leksikografskog zavoda donosi Statut Leksikografskog zavoda.
Glavni ravnatelj Leksikografskog zavoda, kojega imenuje Vlada Republike Hrvatske, na čelu je Ravnateljstva, koje je glavno tijelo Leksikografskog zavoda. Ravnatelj Leksikografskog zavoda, koji se bira javnim natječajem, ima poslovodnu funkciju, a njegove dužnosti određene su Statutom Zavoda.
Leksikografski odjel temeljni je odjel LZMK-a u kojem se obavlja temeljna znanstvena i stručna djelatnost, dok su ostali odjeli u funkciji prikupljanja podataka i pomoć u organizaciji rada leksikografa.
Leksikografski zavod Miroslav Krleža izdao je više od 250 različitih enciklopedija, rječnika, leksikona i drugih izdanja koja su važan prinos održavanju i podizanju hrvatskoga intelektualnoga standarda.
- Glavni ravnatelj: Bruno Kragić
- Ravnatelj: Filip Hameršak

## Kronologija izdanja Leksikografskoga zavoda Miroslava Krleže
| Vrsta izdanja | Naziv izdanja                                                                         | Godina        | Broj izdanja | Broj svezaka    | Urednici                                                                                                   | Mrežno izd.                                  |
| ------------- | ------------------------------------------------------------------------------------- | ------------- | ------------ | --------------- | --- | -------------------------------------------- |
| Enciklopedije | Hrvatska enciklopedija, mrežno izdanje                                                | od 2013.      |              |                 | Slaven Ravlić (2013. – 2021.), Bruno Kragić                                                                | Mrežno izdanje Hrvatske enciklopedije        |
| Enciklopedije | Hrvatska tehnička enciklopedija                                                       | od 2018.      | 1            | 2 (u izradbi 4) | Zdenko Jecić                                                                                               | Portal hrvatske tehničke baštine             |
| Enciklopedije | Enciklopedija Hrvatskog zagorja                                                       | 2017.         | 1            | 1               | Božidar Brezinščak Bagola, Ivan Cesarec, Mladen Klemenčić                                                  |                                              |
| Enciklopedije | Hrvatska književna enciklopedija                                                      | 2012.         | 1            | 4               | Velimir Visković                                                                                           |                                              |
| Enciklopedije | Hrvatska enciklopedija                                                                | 1999. – 2009. | 1            | 11              | Dalibor Brozović, August Kovačec, Slaven Ravlić                                                            | Hrvatska enciklopedija                       |
| Enciklopedije | Hrvatska likovna enciklopedija                                                        | 2005.         | 2            | 8               | Žarko Domljan                                                                                              |                                              |
| Enciklopedije | Istarska enciklopedija                                                                | 2005.         | 1            | 1               | Miroslav Bertoša, Robert Matijašić                                                                         | Istarska enciklopedija                       |
| Enciklopedije | Krležijana                                                                            | 1993. – 1999. | 1            | 3               | Velimir Visković                                                                                           | Krležijana                                   |
| Enciklopedije | Tehnička enciklopedija                                                                | 1963. – 1997. | 1            | 13              | Rikard Podhorsky, Živan Viličić, Hrvoje Požar, Duško Štefanović                                            |                                              |
| Enciklopedije | Enciklopedija hrvatske umjetnosti                                                     | 1995. – 1996. | 2            | 2               | Žarko Domljan                                                                                              |                                              |
| Enciklopedije | Enciklopedija Jugoslavije, II. izd.                                                   | 1980. – 1990. | 2            | 6               | Miroslav Krleža, Ivo Cecić, Jakov Sirotković                                                               |                                              |
| Enciklopedije | Filmska enciklopedija                                                                 | 1986. – 1990. | 1            | 2               | Ante Peterlić                                                                                              | Filmska enciklopedija                        |
| Enciklopedije | Pomorska enciklopedija, II. izd.                                                      | 1972. – 1989. | 2            | 8               | Vladislav Brajković, Petar Mardešić                                                                        |                                              |
| Enciklopedije | Opća enciklopedija JLZ                                                                | 1977. – 1988. | 3            | 9               | Josip Šentija                                                                                              |                                              |
| Enciklopedije | Likovna enciklopedija Jugoslavije                                                     | 1984. – 1987. | 1            | 2               | Žarko Domljan                                                                                              |                                              |
| Enciklopedije | Šumarska enciklopedija, II. izd.                                                      | 1980. – 1987. | 2            | 3               | Zvonimir Potočić                                                                                           |                                              |
| Enciklopedije | Medicinska enciklopedija, II. izd.                                                    | 1967. – 1986. | 2            | 6 + 2 (8)       | Ante Šercer, Mirko Dražen Grmek, Ivo Padovan                                                               |                                              |
| Enciklopedije | Enciklopedija fizičke kulture                                                         | 1975. – 1977. | 1            | 2               | Marijan Flander                                                                                            |                                              |
| Enciklopedije | Muzička enciklopedija, II. izd.                                                       | 1971. – 1977. | 2            | 3               | Krešimir Kovačević                                                                                         |                                              |
| Enciklopedije | Poljoprivredna enciklopedija                                                          | 1967. – 1973. | 1            | 3               | Mladen Josifović                                                                                           |                                              |
| Enciklopedije | Enciklopedija Jugoslavije, I. izd.                                                    | 1955. – 1971. | 2            | 8               | Miroslav Krleža                                                                                            |                                              |
| Enciklopedije | Enciklopedija Leksikografskog zavoda, II. izd.                                        | 1966. – 1969. | 3            | 6               | Nada Bogdanov, Danko Grlić, Mladen Iveković, Kruno Krstić, Rikard Podhorsky, Borko Vranjican               |                                              |
| Enciklopedije | Enciklopedija likovnih umjetnosti                                                     | 1959. – 1966. | 1            | 4               | Andre Mohorovičić                                                                                          |                                              |
| Enciklopedije | Otorinolaringologija                                                                  | 1965. – 1966. | 1            | 2               | Ante Šercer                                                                                                |                                              |
| Enciklopedije | Medicinska enciklopedija, I. izd.                                                     | 1957. – 1965. | 2            | 10              | Ante Šercer                                                                                                |                                              |
| Enciklopedije | Enciklopedija Leksikografskog zavoda, I. izd.                                         | 1955. – 1964. | 3            | 7               | Marko Kostrenčić, Miroslav Krleža                                                                          |                                              |
| Enciklopedije | Pomorska enciklopedija, I. izd.                                                       | 1954. – 1964. | 2            | 8               | Mate Ujević                                                                                                |                                              |
| Enciklopedije | Muzička enciklopedija, I. izd.                                                        | 1958. – 1963. | 2            | 2               | Josip Andreis                                                                                              |                                              |
| Enciklopedije | Šumarska enciklopedija, I. izd.                                                       | 1959. – 1963. | 2            | 2               | Aleksandar Ugrenović, Zvonimir Potočić                                                                     |                                              |
| Leksikoni     | Turopoljski leksikon                                                                  | 2021.         | 1            | 1               | Mladen Klemenčić, Katja Matković Mikulčić                                                                  |                                              |
| Leksikoni     | Židovski biografski leksikon                                                          | 2018.         | 1            | 1               | Ivo Goldstein                                                                                              | Židovski biografski leksikon – radna verzija |
| Leksikoni     | Leksikon Antuna Gustava Matoša                                                        | 2015.         | 1            | 1               | Igor Hofman, Tomislav Šakić                                                                                |                                              |
| Leksikoni     | Likovni leksikon                                                                      | 2014.         | 1            | 1               | Josip Bilić                                                                                                |                                              |
| Leksikoni     | Filozofski leksikon                                                                   | 2012.         | 1            | 1               | Stipe Kutleša                                                                                              |                                              |
| Leksikoni     | Hrvatski opći leksikon                                                                | 2012.         | 2            | 1               | Mladen Klemenčić                                                                                           |                                              |
| Leksikoni     | Leksikon Ruđera Boškovića                                                             | 2011.         | 1            | 1               | Antonijela Bogutovac                                                                                       |                                              |
| Leksikoni     | Ekonomski leksikon, II. izdanje                                                       | 2011.         | 2            | 1               | |                                              |
| Leksikoni     | Hrvatski franjevački biografski leksikon                                              | 2010.         | 1            | 1               | Franjo Emanuel Hoško, Pejo Ćošković, Vicko Kapitanović                                                     |                                              |
| Leksikoni     | Hrvatski biografski leksikon                                                          | 1983. –       | 1            | 9               | Nikica Kolumbić, Aleksandar Stipčević, Trpimir Macan, Nikša Lučić                                          | Hrvatski biografski leksikon                 |
| Leksikoni     | Leksikon Marina Držića s bibliografijom                                               | 2009.         | 1            | 2               | Milovan Tatarin, Slobodan Prosperov Novak, Mirjana Mataija, Leo Rafolt                                     | Leksikon Marina Držića                       |
| Leksikoni     | Pravni leksikon                                                                       | 2007.         | 1            | 1               | Vladimir Pezo                                                                                              |                                              |
| Leksikoni     | Tehnički leksikon                                                                     | 2007.         | 1            | 1               | Zvonimir Jakobović                                                                                         | Tehnički leksikon                            |
| Leksikoni     | Zagrebački leksikon                                                                   | 2006.         | 1            | 2               | Josip Bilić, Hrvoje Ivanković                                                                              |                                              |
| Leksikoni     | Hrvatski obiteljski leksikon                                                          | 2005.         | 2            | 1               | Tomislav Ladan                                                                                             | Hrvatski obiteljski leksikon                 |
| Leksikoni     | Nogometni leksikon                                                                    | 2004.         | 1            | 1               | Fredi Kramer, Mladen Klemenčić                                                                             | Nogometni leksikon                           |
| Leksikoni     | Filmski leksikon                                                                      | 2003.         | 1            | 1               | Bruno Kragić, Nikica Gilić                                                                                 | Filmski leksikon                             |
| Leksikoni     | Opći religijski leksikon                                                              | 2002.         | 1            | 1               | Adalbert Rebić                                                                                             |                                              |
| Leksikoni     | Hrvatski opći leksikon                                                                | 1996.         | 3            | 1               | August Kovačec                                                                                             |                                              |
| Leksikoni     | Ekonomski leksikon                                                                    | 1995.         | 2            | 1               | Zvonimir Baletić                                                                                           |                                              |
| Leksikoni     | Medicinski leksikon                                                                   | 1992.         | 1            | 1               | Ivo Padovan                                                                                                | Medicinski leksikon                          |
| Leksikoni     | Pomorski leksikon                                                                     | 1990.         | 1            | 1               | Anton I. Simović                                                                                           | Pomorski leksikon                            |
| Leksikoni     | Leksikon jugoslavenske muzike                                                         | 1984.         | 1            | 2               | Krešimir Kovačević                                                                                         |                                              |
| Leksikoni     | Sportski leksikon                                                                     | 1984.         | 1            | 1               | Marijan Flander                                                                                            |                                              |
| Leksikoni     | Leksikon JLZ                                                                          | 1974.         | 3            | 1               | Nada Bogdanov, Frano Gospodnetić, Danko Grlić, Ljubiša Grlić, Kruno Krstić, Josip Šentija, Borko Vranjican |                                              |
| Atlasi        | One Hundred Croatian Archeological Sites                                              | 2007.         | 1            | 1               | Aleksandar Durman                                                                                          |                                              |
| Atlasi        | Atlas svijeta, VII. izdanje                                                           | 2006.         | 7            | 1               | Mladen Klemenčić                                                                                           |                                              |
| Atlasi        | Stotinu hrvatskih arheoloških nalazišta                                               | 2006.         | 1            | 1               | Aleksandar Durman                                                                                          |                                              |
| Atlasi        | Hrvatski povijesni atlas                                                              | 2003.         | 1            | 1               | Krešimir Regan                                                                                             |                                              |
| Atlasi        | Atlas Europe                                                                          | 1997.         | 1            | 1               | Mladen Klemenčić                                                                                           |                                              |
| Atlasi        | A Concise Atlas of the Republic of Croatia and the Republic of Bosnia and Hercegovina | 1993.         | 1            | 1               | Mladen Klemenčić                                                                                           |                                              |
| Atlasi        | Atlas svijeta, VI. izdanje                                                            | 1988.         | 7            | 1               | Božidar Feldbauer                                                                                          |                                              |
| Atlasi        | Atlas svijeta, V. izdanje                                                             | 1974.         | 7            | 1               | Oto Oppitz                                                                                                 |                                              |
| Atlasi        | Atlas svijeta, IV. izdanje                                                            | 1969.         | 7            | 1               | |                                              |
| Atlasi        | Atlas svijeta, III. izdanje                                                           | 1966.         | 7            | 1               | |                                              |
| Atlasi        | Atlas svijeta, II. izdanje                                                            | 1963.         | 7            | 1               | |                                              |
| Atlasi        | Atlas svijeta, I. izdanje                                                             | 1961.         | 7            | 1               | |                                              |
| Rječnici      | Osmojezični enciklopedijski rječnik                                                   | 1987. – 2010. | 1            | 8               | Tomislav Ladan                                                                                             |                                              |
| Rječnici      | Enciklopedijski rječnik humanog i veterinarskog medicinskog nazivlja                  | 2006.         | 1            | 1               | Ivo Padovan                                                                                                |                                              |
| Rječnici      | Rječnik hrvatskoga jezika                                                             | 2000.         | 1            | 1               | Jure Šonje                                                                                                 |                                              |
| Rječnici      | Petnaestojezični elektronički rječnik                                                 | 1998.         | 1            | 1               | |                                              |
| Vodiči        | Hrvatska: zemlja i ljudi                                                              | 2013.         | 1            | 1               | Mladen Klemenčić, Ankica Šunjić, Zvonimir Frka Petešić                                                     | Hrvatska: zemlja i ljudi                     |
| Vodiči        | Nautički vodič hrvatskoga Jadrana                                                     | 2007.         | 1            | 1               | |                                              |
| Vodiči        | Zastave i grbovi                                                                      | 2006.         | 1            | 1               | |                                              |
| Vodiči        | Hrvatska – turistički vodič                                                           | 2000.         | 1            | 1               | |                                              |
| Vodiči        | Jadran – turistički vodič, III. izdanje                                               | 1975.         | 3            | 1               | |                                              |
| Vodiči        | Jadran – turistički vodič, I. izdanje                                                 | 1964.         | 3            | 1               | |                                              |
| Bibliografije | Bibliografija 16, 17 (kazalište 1–2)                                                  | 2004.         | 1            | 2               | |                                              |
| Bibliografije | Bibliografija rasprava i članaka (1–15)                                               |               |              |                 | |                                              |

## Odlikovanja i priznanja
- Povelja Zemaljskog antifašističkog vijeća narodnog oslobođenja Hrvatske, 1990.[2]
- Orden Republike sa zlatnim vijencem, 1972.[3]
- Priznanje Leksikografskom zavodu i Miroslavu Krleži izraženo na svečanoj sjednici Prosvjetno-kulturnog vijeća Sobranja Socijalističke Republike Makedonije, održanoj u Skoplju 25. travnja 1972.[4]

### Nagrade
- Nagrada AVNOJ-a, Odbor za Nagradu Antifašističkog vijeća narodnog oslobođenja Jugoslavije, 1972.[4]
- Glavna nagrada – zlatna plaketa „Beograd”, 18. međunarodni sajam knjiga u Beogradu, 1972.[4]

## Kritike
- 1959. – Centralni komitet Saveza komunista Jugoslavije u svom pismu (od 25. veljače 1959.) upućenom centralnim komitetima republičkih SK o radu na historiji Partije i radničkog pokreta Jugoslavije, navodi potrebu uklanjanja slabosti u obradi historije Partije i radničkoga pokreta u »Enciklopediji Jugoslavije«. Po mišljenju izraženom u pismu, kog je potpisnikom Aleksandar Ranković, cilj je bio izbjeći kašnjenja u obradbi pojedinih priloga, slabu kvalitetu članaka i slučajeve da su pojedini događaji i osobe ostale neobrađene.[5]

## Nedovršeni projekti
- Veliki sedmojezični rječnik naroda i narodnosti Jugoslavije, koji se trebao pojaviti 1982. godine
- Treći (posljednji) svezak Likovne enciklopedije Jugoslavije
- 7. − 10. svezak 2. izdanja Enciklopedije Jugoslavije, latinično
- 3. − 10. svezak 2. izdanja Enciklopedije Jugoslavije, ćirilično
- 5. − 10. svezak 2. izdanja Enciklopedije Jugoslavije, izdanje na slovenskom jeziku
- 3. − 10. svezak 2. izdanja Enciklopedije Jugoslavije, izdanje na makedonskom jeziku
- 3. − 10. svezak 2. izdanja Enciklopedije Jugoslavije, izdanje na albanskom jeziku
- 3. − 10. svezak 2. izdanja Enciklopedije Jugoslavije, izdanje na mađarskom jeziku
- Dopunski (jedanaesti) svezak 2. izdanja Enciklopedije Jugoslavije, planiran do konca 1989. godine
- Dva sveska sažetoga izdanja na engleskome jeziku Enciklopedije Jugoslavije (2. izdanje)

## Galerija
- Treće izdanje Opće enciklopedije JLZ
- Prvo izdanje Enciklopedije Jugoslavije
- Drugo izdanje Muzičke enciklopedije
- Opća i nacionalna enciklopedija
- Atlas svijeta

## Vanjske poveznice
- Internetska stranica Leksikografskog zavoda Miroslav Krleža  Arhivirana inačica izvorne stranice od 5. listopada 2011. (Wayback Machine)
- Portal znanja Leksikografskog zavoda Miroslav Krleža